# Daichi Hakkaku
Daichi Hakkaku (japanisch 八角 大智 Hakkaku Daichi; * 15. April 1992 in der Präfektur Tokio) ist ein ehemaliger japanischer Fußballspieler.

## Karriere
Hakkaku erlernte das Fußballspielen in der Schulmannschaft der Ryutsu Keizai University Kashiwa High School und der Universitätsmannschaft der Waseda-Universität. Seinen ersten Vertrag unterschrieb er 2016 bei Thespakusatsu Gunma. Der Verein spielte in der zweithöchsten Liga des Landes, der J2 League. Im Juli 2016 wechselte er zum Drittligisten Grulla Morioka. Für den Verein absolvierte er 32 Ligaspiele. Ende 2017 beendete er seine Karriere als Fußballspieler.